# Norrtullsgatan

Norrtullsgatan (uttal [ˈnɔʈɵls]- med betoning på första stavelsen) är en gata i stadsdelen Vasastaden i Stockholms innerstad. Gatan leder från Observatoriekullen i nordvästlig riktning till Norrtull och är ca 1000 meter lång. 
Namnet Norre tull uppträder redan 1667 och år 1686 heter den Norre Mallms Tullen. Norrtullsgatan som är en fortsättning av Drottninggatan omtalas 1677 som den "stora gatan som löper åt upsala". År 1673 kallas den Drottningatan och Nya Drottninggatan. På Petrus Tillæus karta från 1733 kallas den Wägen till Norrtull. Först i början av 1800-talet fick gatan sitt nuvarande namn. 
"Norra Tullportsgatan" bör dock inte sammanblandas med Norrtullsgatan - det är nämligen den äldre benämningen på nuvarande Döbelnsgatan.
Gatan har också givit namn åt Elin Wägners roman Norrtullsligan från 1908 som handlar om fyra kontorsarbetande kvinnor som tillsammans delar en två-rummare på gatan.
| Norrtullsgatan i korsningen med Vanadisvägen, vänstra bilden: vy mot norr, högra bilden: vy mot syd, januari 2010 |  | Norrtullsgatan i korsningen med Vanadisvägen, vänstra bilden: vy mot norr, högra bilden: vy mot syd, januari 2010 |
| Norrtullsgatan i korsningen med Vanadisvägen, vänstra bilden: vy mot norr, högra bilden: vy mot syd, januari 2010 |  | |

## Byggnader och adresser längs gatan

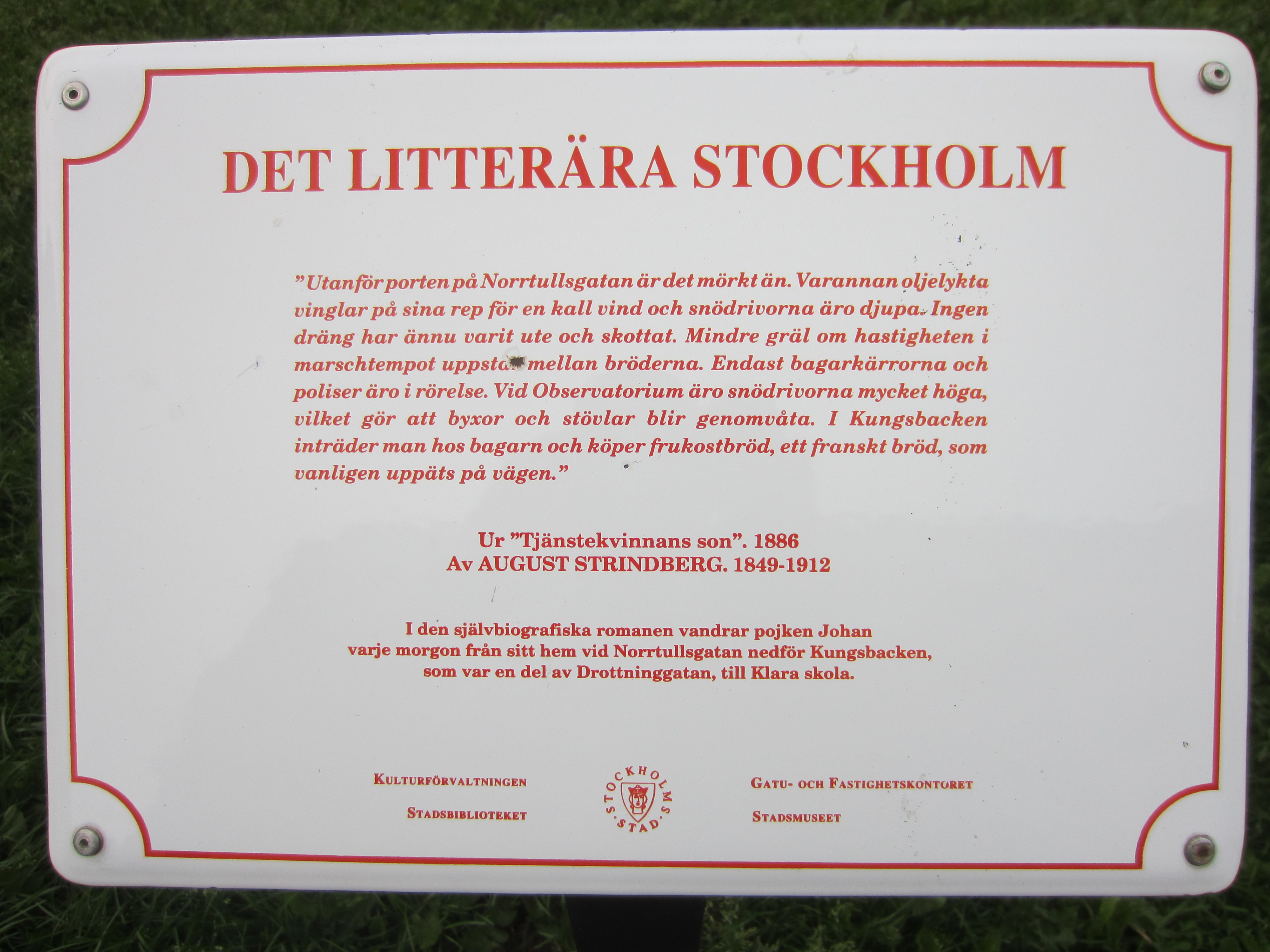
Litterär skylt med text ur August Strindbergs "Tjänstekvinnans son" från 1886. Skylten är placerad i hörnet av Norrtullsgatan och Observatoriegatan vid Observatorielunden.

- Nr. 2: Studentpalatset, som ritades av arkitekt Erik Lallerstedt och uppfördes åren 1925-1926 i nordisk klassicism.
- Nr. 3: Hjalmar Branting bodde, med undantag för några år, på Norrtullsgatan 3, i en fastighet uppförd av hans fader Lars Gabriel Branting 1861-62.
- Nr. 5: Saluhallen Vasahallen låg tidigare här.
- Nr. 8: Läkarhuset Odenplan
- Nr. 12: Hamburgerbryggeriet
- Nr. 14 (med äldre numrering): Här låg tidigare August Strindbergs barndomshem från och med 1856
- Nr. 14: Norrtulls sjukhus, ursprungligen uppfört för Allmänna Barnhuset
- Nr. 16: Idiothemmet, rivet 1930
- Nr. 18: Matteusskolan
- Nr. 20 (med äldre numrering): Här låg tidigare Stockholms stadsmissions barnhem
- Nr. 30-38:Matteusgården
- Nr. 37: Norrmalmskyrkan, i kvarteret låg tidigare Norra tivolit
- Nr. 45: Borgerskapets änkehus, med Enkehusparken
- Nr. 51-57: Här låg tidigare Tysta skolan